# Nebulosa Huella
M1-92 (Minkowski 92) o Nebulosa de la Huella es una nebulosa planetaria que se halla en la dirección de la constelación del Cisne. 
Fue fotografiada por el Telescopio Espacial Hubble en la década de los 90. El trastorno nebulosa planetaria bipolar tiene una forma particular de dos lóbulos de material que emana de un centro de estrella.
- Datos: Q1628491